# بخش مرکزی شهرستان خلیل‌آباد

تقسیمات کشوری در شهرستان خلیل‌آباد

بخش مرکزی شهرستان خلیل‌آباد یکی از بخش‌های شهرستان خلیل‌آباد در استان خراسان رضوی ایران است. بنابر سرشماری مرکز آمار ایران، جمعیت بخش مرکزی شهرستان خلیل‌آباد در سال ۱۳۹۵ برابر با ۳۱٬۷۸۶ نفر بوده‌است.

## تقسیمات کشوری

### دهستان‌ها

#### دهستان حومه

##### روستاها
- ارغا
- ده‌نو
- کاریزک
- مزده
- محمدآباد
- نصرآباد
- سرمزده

#### دهستان رستاق

##### روستاها
- بزنجرد
- ابراهیم‌آباد
- هفت‌خانه
- حسین‌آباد
- کلاته شادی
- کلاته شور
- میرآباد
- نقاب

### مرکزیت
- خلیل‌آباد